# Ласточки и воробьи
«Ласточки и воробьи» — советская кинокомедия 1991 года, снятая режиссёром Давидом Урушадзе на киностудии «+1» (Грузия-фильм).

## Сюжет
Группа отдыхающих приезжает в грузинский город на море, где им предлагают стандартные советские развлечения и экскурсии. Под влиянием атмосферы отдыха и алкоголя происходят различные комичные и нелепые ситуации. В конце отдыха администрация меняет лозунги и настроение в доме отдыха, намекая на наступление новых времён.

## Роли исполняют
- Шота Христесашвили
- Михаил Иоффе[груз.]
- Манучар Шервашидзе[груз.]
- Юрий Цанава
- Нато Шенгелая
- Резо Эсадзе
- Иосиф Джачвлиани
- Пророк Санбой[1]

## Съёмочная группа
- Автор сценария, режиссёр: Давид Урушадзе
- Оператор: Нугзар Нозадзе[груз.]
- Композитор: Яков Бобохидзе[груз.]
- Художник: Василий Арабидзе

## О фильме
Мне заплатили серьезные деньги, я летал на самолёте в Тбилиси озвучивать фильм. Прямо на киностудии в огромном ангаре. Стоял перед микрофоном с гитарой. Сразу заплатили 500 рублей. По тем временам это было очень много. И потом ещё 2000 заплатили. Через год я передал запись Пугачёвой на «Рождественских встречах» в «Олимпийском», и она эту кассету взяла. И вот через пять лет запел её голосом писклявым Пресняков-младший. Её зять. Поэтому я им нервы потом потрепал.
— Пророк Санбой